# Lucas Martínez Quarta
Lucas Martínez Quarta (* 10. Mai 1996 in Buenos Aires) ist ein argentinischer Fußballspieler, der bei River Plate unter Vertrag steht. Der Innenverteidiger ist seit September 2019 argentinischer Nationalspieler.

## Karriere

### Verein
Martínez Quarta begann mit dem Fußballspielen beim Amateurverein CA Kimberley de Mar del Plata in Mar del Plata. Mit 16 Jahren wechselte er im Jahr 2012 in die Nachwuchsabteilung von River Plate. Dort spielte er in diversen Juniorenmannschaften, bevor er zur Saison 2016/17 in die erste Mannschaft befördert wurde. Am 13. November 2016 (10. Spieltag) debütierte er bei der 0:1-Auswärtsniederlage gegen die Newell’s Old Boys in der höchsten argentinischen Spielklasse. Er etablierte sich rasch in der Startformation und gewann Mitte Dezember 2016 mit der Copa Argentina seinen ersten Titel. Am 16. März 2017 debütierte er in der Copa Libertadores 2017 und erzielte beim 3:1-Auswärtssieg gegen die Kolumbianer Independiente Medellín sein erstes Tor im professionellen Fußball. Am 22. Juni traf er beim 1:0-Heimsieg gegen den CA Aldosivi erstmals in der Liga.
Einen Tag später wurde er zusammen mit einem Teamkollegen, dem Uruguayer Camilo Mayada, des Dopings überführt. Im Rahmen von Spielen der Copa Libertadores 2017 gegen den FBC Melgar und den CS Emelec, wurde ihnen die Einnahme der verbotenen Substanz Hydrochlorothiazid (HCT) nachgewiesen. Dieses dient nicht zur Leistungssteigerung, wird aber meist zur Verschleierung anderer Dopingmittel angewandt. River Plate verteidigte die Spieler mit der Begründung, sie hätten die Droge versehentlich durch ein legales Sportpräparat aufgenommen. Beiden Spielern wurde die Teilnahme an sämtlichen Pflichtspielen Rivers von der CONMEBOL umgehend untersagt. Am 5. Oktober 2017 wurden beide Spieler von der CONMEBOL für sieben Monate gesperrt und zu einer Geldstrafe in Höhe von 20.000 Euro verurteilt. Zu diesem Zeitpunkt war bereits die Hälfte der Strafe verstrichen. Martínez Quarta äußerte später, dass er dem Arzt River Plates zu einhundert Prozent vertraut hatte und nur genommen hatte, was dieser ihm gegeben hatte. Bis dahin war er in der Saison 2016/17 zu 23 Pflichtspieleinsätzen gekommen, in denen er drei Treffer erzielt hatte.
Am 29. Januar 2018 kehrte er bei der 0:1-Auswärtsniederlage gegen den CA Huracán auf das Spielfeld zurück. In der Liga bestritt er in der Spielzeit 2017/18 neun Spiele. In der Copa Libertadores 2018 stand er in vier Spielen auf dem Platz. Beim 2:2-Unentschieden gegen den Rivalen Boca Juniors im Hinspiel des Finales kam er 58 Minuten zum Einsatz. Beim 3:1-Triumph im Rückspiel wurde er nicht berücksichtigt. In der Saison 2018/19 etablierte er sich wieder als Stammspieler und kam zu 17 Einsätzen in der Liga. In der nächsten Spielzeit 2019/20 stand er in 19 Ligaspielen auf dem Platz.
Anfang Oktober 2020 wechselte Martínez Quarta zum italienischen Erstligisten AC Florenz, bei dem er einen Fünfjahresvertrag unterzeichnete. Der Vertrag wurde im Sommer 2024 bis zum 30. Juni 2028 verlängert.
Am 7. Jänner 2025 wechselte der Innenverteidiger zurück in seine Heimat zu River Plate.

### Nationalmannschaft
Am 6. September 2019 debütierte er beim 0:0-Unentschieden im freundschaftlichen Länderspiel gegen Chile für die argentinische A-Nationalmannschaft.
Bei der Copa América 2021 kam er beim ersten Gruppenspiel (1:1) gegen Chile zu einem Einsatz. Durch den 1:0-Finalsieg seines Teams am 10. Juli 2021 über Titelverteidiger Brasilien gewann er die Copa América 2021.

## Erfolge
Nationalmannschaft
- Copa-América-Sieger: 2021, 2024

River Plate
- Copa Libertadores: 2018
- Recopa Sudamericana: 2019